# Man of the Hour
"Man of the Hour" é uma canção da banda Pearl Jam, escrita pelo vocalista Eddie Vedder. "Man of the Hour" acompanha os créditos finais do filme de 2003, Big Fish e é a primeira faixa do álbum da trilha sonora do filme. Foi lançada como single em 26 de novembro de 2003. A canção foi incluída em 2004 no álbum Rearviewmirror: Greatest Hits 1991-2003.
"Man of the Hour" foi apresentada pela primeira vez ao vivo em Outubro de 2003.
Desde a morte do guitarrista Johnny Ramone, dos Ramones, Vedder dedicou performances ao vivo da canção para ele.
Performances ao vivo de "Man of the Hour" pode ser encontrada no álbum ao vivo Live at Benaroya Hall, bootlegs oficiais diferentes, e o Live at the Gorge 05/06 box set.
Eddie Vedder fez uma homenagem para Layne Staley durante um show do Pearl Jam em Chicago, em 22 de Agosto de 2016, dia em que Staley completaria 49 anos; “Hoje é o aniversário de um cara chamado Layne Staley, e nós estamos pensando nele essa noite também. 49 anos.”, Vedder disse para o público antes de dedicar a canção para o amigo.